# 가미쿠마노촌
가미쿠마노촌(上熊野村)은 이시카와현 하쿠이군에 설치되었던 촌이다.